# Bieriozowka (obwód irkucki)
Bieriozowka (ros. Берёзовка) – wieś (sieło) w Rosji, w obwodzie irkuckim, w rejonie tajszeckim. W 2021 liczyła 774 mieszkańców.